# Benjamin Salisbury
Benjamin David Salisbury (n. 19 octombrie 1980, Minneapolis, Minnesota, SUA) este un actor și dansator american. Acesta este cunoscut pentru rolul lui Brighton Sheffield⁠(d) în sitcomul CBS Dădaca din 1993 până în 1999.

## Biografie
S-a născut în Minneapolis, Minnesota pe 19 octombrie 1980, fiul lui David Arthur Salisbury și al lui Mindy Jo (născută Schneidewind) Salisbury. În 1998, a absolvit liceul Wayzata⁠(d) din Plymouth, Minnesota⁠(d) și s-a înscris la Universitatea Americană⁠(d) din Washington, D.C..
Un dansator desăvârșit, Salisbury obișnuia adesea să danseze pentru publicul serialului Dădaca rutine improvizate în pauzele de filmare.
Salisbury l-a interpretat pe fiul lui Martin Short în filmul Capitanul Ron⁠(d) din 1992 și a apărut în Echipa de hochei 3⁠(d) (1996) în rolul unui crainic sportiv.
Benjamin a realizat dublajul pentru personajul Tin Boy în serialul The Oz Kids⁠(d) din 1996.
Salisbury a concurat în emisiunea Jeopardy! într-un episod special intitulat Teen Celebrity Jeopardy” împotriva lui Kirsten Dunst și Joseph Gordon-Levitt. Salisbury a câștigat cu 1 dolar, dar a primit 15.000 dolari pentru organizația sa de caritate, în timp ce Dunst și Levitt au primit fiecare 10.000 dolari pentru campaniile lor.
A participat la reuniunea din 2004 a distribuției serialului Dădaca intitulată The Nanny Reunion: A Nosh to Remember⁠(d).
În 2005, a avut un rol minor în calitate de expert în trenuri în episodul „Sabotage⁠(d)” din serialul Numerele. În august 2006, Salisbury a apărut în reclamele Domino's Pizza⁠(d).
Din februarie 2017, Salisbury lucrează la Universal Studios Hollywood ca director de operațiuni pentru parc.
Salisbury a fost căsătorit cu Kelly Murkey din 2006. Cei doi au 3 copii. O fiică născută în 2008 și 2 fii născuți în 2013, respectiv 2016.